# Ford Rainey
Pour les articles homonymes, voir Rainey.
Ford Rainey est un acteur américain né le 8 août 1908 à Mountain Home, Idaho (États-Unis), mort le 25 juillet 2005  à Santa Monica (Californie).

## Filmographie
- 1949 : L'enfer est à lui (White Heat) : Zuckie Hommell (Jarrett gang)
- 1950 : Perfect Strangers : Ernest Craig
- 1953 : La Tunique (The Robe) : Boat captain
- 1954 : Dans les bas-fonds de Chicago (The Human Jungle) de Joseph M. Newman : Jones (older cop)
- 1957 : 3 h 10 pour Yuma (3:10 to Yuma) : Bisbee Marshal
- 1958 : L'Or du Hollandais (The Badlanders) : Arizona Territorial Prison warden
- 1959 : La Rafale de la dernière chance (en) (The Last Mile) d'Howard W. Koch : Red Kirby
- 1959 : John Paul Jones : Lt. Simpson
- 1960 : Our American Heritage: Shadow of a Soldier (TV) : Abraham Lincoln
- 1960 : Les Rôdeurs de la plaine (Flaming Star) : Doc Phillips
- 1961 : Dead to the World : Congressman Keach
- 1961 : La Soif de la jeunesse (Parrish) : John Donati
- 1961 : Les Deux Cavaliers (Two Rode Together) : Rev. Henry Clegg
- 1961 : Le troisième homme était une femme (Ada) : Speaker
- 1961 : Claudelle Inglish de Gordon Douglas : Reverend Armstrong
- 1961 : Window on Main Street (série télévisée) : Lloyd Ramsey (1961-1962)
- 1962 : 40 Pounds of Trouble : Judge
- 1962 : Les Incorruptibles (série télévisée) : Saison 4 épisode 9, L'école de la Mort : Julian Chavis
- 1963 : The Richard Boone Show (série télévisée) : Regular
- 1963 : Les Rois du soleil (Kings of the Sun) : The chief
- 1966 : La parole est au colt (Gunpoint) : Emerson
- 1966 : Johnny Tiger : Sam Tiger
- 1966 : La Canonnière du Yang-Tse (The Sand Pebbles) : Harris
- 1966 :  Au cœur du temps (série télévisée) : épisode 12 The death trap
- 1966 à 1968 : Les Mystères de l'Ouest (The Wild Wild West), de Michael Garrison (série télévisée)
  - La Nuit de la Soucoupe volante (The Night of the Flying Pie Plate), Saison 2 épisode 6, de Robert Sparr (1966) : Simon
  - La Nuit de la Main d'acier (The Night of the Iron Fist), Saison 3 épisode 14, de Marvin J. Chomsky (1967) : Pa Garrison
  - La Nuit des Monstres marins (The Night of the Kraken), Saison 4 épisode 6, de Michael Caffey (1968) : Amiral Charles Hammond
- 1968 : Le Virginien (TV) saison 6 épisode 21 (The Hell Wind (Le Vent de l'enfer)) : Le banquier
- 1969 : Les Parachutistes arrivent (The Gypsy Moths) : Stand Owner
- 1969 : D.A.: Murder One (TV) : Dr. Ellis Anders
- 1969 : Le Virginien (TV)  saison 7 épisode 20 (The land dreamer) : Amos Wardlow
- 1970 : My Sweet Charlie (TV) : Treadwell
- 1970 : The Andersonville Trial (en) (TV) : Court-martial board member
- 1970 : Le Bourreau (The Traveling Executioner) : Stanley Mae
- 1971 : The Naked Zoo : Mr. Golden
- 1971 : Le Mystère Andromède (The Andromeda Strain) : Bit part
- 1971 : My Old Man's Place : Sheriff Coleman
- 1971 : Les Hurlements de la forêt (A Howling in the Woods) (TV) : Bud Henshaw
- 1972 : Search (série télévisée) : Dr. Barnett #1 (1972)
- 1973 : Cotter
- 1973 : Sixteen : Pa Erdly
- 1973 : Linda (TV) : Police Chief Vernon
- 1973 : Key West (TV) : Prescott Webb
- 1974 : À cause d'un assassinat (The Parallax View) d'Alan J. Pakula : Commission Spokesman #2
- 1974 : Manhunter (TV) : James Barrett
- 1974 : The Stranger Who Looks Like Me (en) (TV) : Mr. Gilbert
- 1974 : The Story of Pretty Boy Floyd (TV) : Mr. Suggs
- 1974 : Le Justicier ("The Manhunter") (série télévisée) : James Barrett (1974-75)
- 1975 : The Bionic Woman (TV) : Jim Elgin
- 1975 : Strange New World (TV) : Sirus
- 1975 : Medical Story (TV) : Dr. Patterson
- 1975 : Babe (TV) : Dr. Tatum
- 1976 : Guardian of the Wilderness : Abraham Lincoln
- 1976 : Les Nouvelles filles de Joshua Cabe (The New Daughters of Joshua Cabe) (TV) : The Judge
- 1976 : The Last of Mrs. Lincoln (TV) : Ninnian
- 1976 : Captains and the Kings (feuilleton TV) : Abraham Lincoln
- 1976 : Super Jaimie ("The Bionic Woman") (série télévisée) : Jim Elgin (1976-1977)
- 1977 : Our Town (TV) : Joe Stoddard
- 1977 : Des jours et des vies ("Days of Our Lives") (série télévisée) : Frank Evans #2 (1977-1978)
- 1978 : A Family Upside Down (TV) : Mr. Case
- 1979 : Backstairs at the White House (feuilleton TV) : Navy Secretary
- 1979 : Mort au combat (Friendly Fire) (TV) : Hamilton
- 1979 : Strangers: The Story of a Mother and Daughter (TV) : Mr. Meecham
- 1980 : Le Droit à la justice (Gideon's Trumpet) (TV) : 2d Supreme Court Justice
- 1981 : Halloween 2 : Dr. Frederick Mixter
- 1982 : Life of the Party: The Story of Beatrice (TV) : Beatrice's Father
- 1986 : Qui est Julia? (Who Is Julia?) (TV) : The Commentator
- 1987 : J. Edgar Hoover (TV) : Harlan Fisk Stone
- 1987 : Amerika (feuilleton TV) : Will Milford
- 1990 : The Cellar : T.C. van Houten
- 1992 : Bridges
- 1992 : Bed & Breakfast (en) : Amos
- 1993 : Quinze ans de silence (There Was a Little Boy) (TV) : Father Ramirez
- 1996 : Marshal Law (TV) : Old Timer
- 1998 : The Politics of Desire : Radio Listener's Husband
- 1998 : Urgences : (Saison 5, Ep 20 : Toute puissance) Army Armstrong
- 1999 : Inferno (Coyote Moon) (vidéo) : Pop Reynolds
- 2002 : Purgatory Flats : Phil